# アレゲニーの反乱
『アレゲニーの反乱』（アレゲニーのはんらん、Allegheny Uprising）は、1939年のアメリカ合衆国の西部劇映画。
監督はウィリアム・Ａ・サイター、出演はクレア・トレヴァーとジョン・ウェインなど。
原作はニール・H・スワンソンの1937年の小説『The First Rebel』。
イギリス植民地時代のアメリカ合衆国を舞台に、開拓者と開拓者を弾圧するイギリス軍人との戦いを、インディアンの問題を絡めながら描いた作品である。
日本では劇場未公開で、テレビ放送時のタイトルは『アリゲニー高原の暴動』。

## キャスト
※括弧内は日本語吹替（初回放送1965年12月23日）
- ジェイニー: クレア・トレヴァー（谷育子）
- ジム・スミス: ジョン・ウェイン（宮部昭夫）
- スワンソン: ジョージ・サンダース（久松保夫）
- カレンダー: ブライアン・ドンレヴィ（成瀬昌彦）
- ダンカン: ロバート・バラット（英語版）
- カルフーン: モロニー・オルセン（英語版）
- マカモン: チル・ウィルス